# 双庙镇 (达州市)
双庙镇，原为双庙乡，是中华人民共和国四川省达州市达川区下辖的一个乡镇级行政单位。2019年12月，撤销草兴乡，将其所属行政区域划归双庙镇管辖。

## 行政区划
双庙镇下辖以下地区：
街道社区、映山社区、三合寨村、二东村、红巾村、石门寺村、新利村、高坎村、宝珠村、石凼村、中华寺村、南岳寺村、九贤寺村、茶园村、倒石桥村、高升桥村、张家湾村、芝麻沟村、杨柳沟村、团立湾村、塔子梁村和陈坪村。